# Lychn
Il Lychn o Lychma (in russo Лыхн, Лыхма?) è un fiume della Russia siberiana occidentale, affluente di sinistra del Kazym (bacino idrografico dell'Ob'). Scorre nel Belojarskij rajon del Circondario Autonomo degli Chanty-Mansi-Jugra.
Il fiume ha origine nella regione degli Uvali siberiani. Scorre attraverso la parte settentrionale del Bassopiano della Siberia occidentale, in una zona paludosa, prevalentemente in direzione settentrionale/nord-occidentale. Sfocia nel Kazym a 62 km dalla foce. La lunghezza del fiume è di 285 km, il bacino imbrifero è di 4 120 km². 